# Жумалаева, Лула Изнауровна
Лу́ла Изнау́ровна Жумала́ева (Лу́ла Куни) (18 февраля 1960, Грозный — 28 апреля 2019, Грозный) — чеченская писательница, поэтесса, публицист, переводчица, основатель и главный редактор журнала «Нана», член Союза писателей Чеченской Республики, Заслуженный работник культуры Чеченской Республики, Заслуженный журналист Чеченской Республики, член Союза журналистов России, член правления Союза журналистов Чечни, член ПЕН-клуба.

## Биография
Родилась 18 февраля 1960 года в Грозном. Окончила филологический факультет и факультет журналистики Чечено-Ингушского государственного университета.
С 1976 года её произведения начали публиковать в местной прессе: «За кадры», «Грозненский рабочий», «Комсомольское племя», «Заветы Ильича».
В соавторстве ею был издан ряд поэтических сборников: «Чтобы Земле жить», «Лирика-90», «Огнём опалённые строки» и другие. Впоследствии также публиковалась в ряде центральных изданий: «Литературная газета», журналы «Дружба народов», «Российский колокол», «Лира Кавказа», «Голос Кавказа». Является соавтором сборника прозы писателей Северного Кавказа «Война длиною в жизнь» (Москва, 2007).
Перевела на русский язык произведения ряда чеченских авторов:
- «Поэма Абсурда» Шарипа Цуруева («Вайнах», 2004);
- «Снов белые ночи» Мусы Бексултанова («Вайнах», 2004);
- «Писатель и война» Сайд-Хасана Кацаева («Вайнах», 2004);
- произведения Саида Бадуева, Лечи Абдулаева.

Награждена юбилейной медалью Союза писателей России.
Была преподавателем кафедры общего языкознания Чеченского государственного университета, художественным редактором журнала «Стелаӏад», редактором отдела поэзии литературно-художественного журнала «Ичкерия», журналистом городской газеты «Столица +», литературным сотрудником журнала «Вайнах». Работала ведущим методистом республиканской научной библиотеки имени А. П. Чехова.
В 2012 году она, наряду с Раисой Ахматовой, была включена в Антологию Всемирной женской поэзии как представительница чеченской поэзии.
Награждена Почётной грамотой Президента Чеченской Республики (2008)
Скончалась в Грозном 28 апреля 2019 года после тяжёлой болезни.